# Maria Teresa de Saboia (1803–1879)
Maria Teresa Fernanda Felicidade Caetana Pia de Saboia (em italiano: Maria Teresa Ferdinanda Felicita Gaetana Pia di Savoia; Palazzo Colonna, 19 de setembro de 1803 — Viareggio, 16 de julho de 1879), foi princesa do Reino da Sardenha e Duquesa de Luca pelo seu casamento.

## Infância
Nascida no Palazzo Colonna em Roma, Maria Teresa era filha do rei Vítor Emanuel I da Sardenha e de Maria Teresa de Áustria-Este. Tinha uma irmã gêmea, Maria Ana, mais tarde Imperatriz da Áustria pelo seu casamento com Fernando I. As duas princesas foram batizadas pelo papa Pio VII, tendo como padrinhos os avós maternos, o arquiduque Fernando Carlos de Áustria-Este e Maria Beatriz d'Este. No Palazzo Braschi, em Roma, existe um retrato do batizado.
Maria Teresa passou a maior parte de sua infância em Cagliari na ilha da Sardenha, onde sua família se refugiou do exército de Napoleão. Em 1814, seu pai foi restaurado no trono do Reino da Sardenha e toda a família retornou a Turim.

## Casamento e filhos

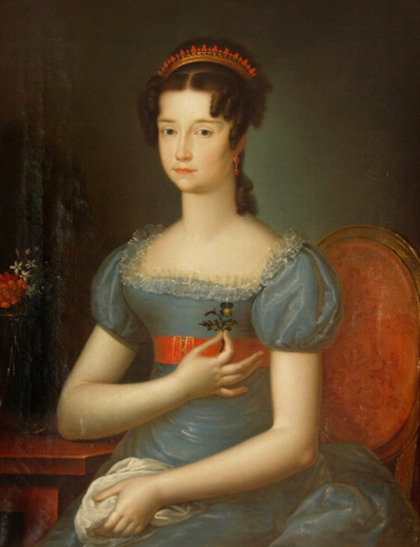
Maria Teresa

Casou-se em 5 de setembro de 1820 com Carlos I, duque de Luca. O casal teve dois filhos:
- Luisa Francisca de Paula Teresa Ana Beatriz Maria Clotilde de Bourbon-Parma (1821-1823).
- Carlos III, Duque de Parma (1823-1854).

Maria Teresa e seu marido eram considerados um par incompatível. Ela era uma mulher profundamente religiosa e comprometida com sua fé e não teve um casamento feliz devido à personalidade de seu marido, pois Carlos vivia para seu próprio prazer. Homem bonito e totalmente imprevisível, gostava de longas viagens ao exterior, muitas vezes ignorando as suas responsabilidades para com o governo. Viveram a maior parte da vida conjugal separados um do outro.

## Duquesa de Parma
Em 17 de dezembro de 1847 morreu a arquiduquesa Maria Luísa de Áustria e, conforme determinação do Congresso de Viena, Carlos trocou o Ducado de Luca pelo Ducado de Parma e Placência. Passou a reinar como Carlos II e Maria Teresa tornou-se duquesa de Parma. Durante meses, a duquesa foi a governante virtual de Parma até a revolução de março de 1848. No ano seguinte, Carlos abdicou em favor de seu filho Carlos III. Maria Teresa passou a ser tratada como Duquesa-Viúva Maria Teresa de Parma.
Maria Teresa passou a viver na Villa delle Pianore, em Viareggio. Lá ela recebeu a notícia da morte de seu filho, mas seus interlocutores a pouparam de saber que Carlos III foi assassinado num atentado: o duque havia sido esfaqueado no abdômen por um homem não identificado que, acredita-se, fosse um carbonário). Sempre ignorando tal fato, a duquesa sobreviveu à extinção do Ducado de Parma (anexado pelo recém criado Reino de Itália) e faleceu em 1879.